# 大久保太一
大久保 太一（おおくぼ たいち、1939年（昭和14年）8月2日 - ）は、日本の政治家。茨城県元常陸太田市長（4期）、元常陸太田市議会議員（1期）。

## 来歴
茨城県常陸太田市亀作町生まれ。1958年（昭和33年）3月、茨城県立太田第一高等学校卒業。1962年（昭和37年）3月、茨城大学文理学部卒業。1991年（平成3年）8月、日立製作所旧水戸工場副工場長に就任。
2003年（平成15年）5月、常陸太田市議会議員に初当選。
2005年（平成17年）5月22日に行われた常陸太田市長選挙に立候補し初当選。同日、市長就任。
2009年（平成21年）の市長選から3回連続無投票で当選。以後4期務めた。
2022年春の叙勲で旭日小綬章を受章。